# سيراس ألجر
سيراس ألجر (بالإنجليزية: Cyrus Alger)‏ هو مهندس أمريكي، ولد في 11 نوفمبر 1781 في West Bridgewater, Massachusetts ‏ في الولايات المتحدة، وتوفي في 4 فبراير 1856 في بوسطن في الولايات المتحدة.